# Jean-Antoine Lépine
Pour les articles homonymes, voir Lépine.
Jean-Antoine Lépine (Challex, 1720 - Paris, 1814), est un horloger français, inventeur du calibre d'horlogerie dit « calibre Lépine » et de l'échappement à virgule.

## Biographie
Jean Antoine Lépine naît le 28 novembre 1720 à Challex dans le Pays de Gex de Philibert Lépine (Depigny) et Marie Girod. Le patronyme est écrit Depigny dans l'acte de baptême, mais il est écrit Lépine dans l'acte de mariage des parents et dans les actes de baptême des autres enfants du couple en 1714, 1717 et 1725.
Après avoir débuté à Challex, il vient à Paris et sert en 1744 comme apprenti à André-Charles Caron (1697-1775), horloger du Roi, dont il épouse la fille en 1756 (sa femme est la sœur de Beaumarchais). Il devint maitre-horloger en 1765 et est nommé horloger du Roi formant l'atelier Caron et Lépine.
Calibre Lépine
Il invente le calibre d'horlogerie qui porte son nom. Pour ce calibre, la fusée est supprimée et la platine supérieure est remplacée par des ponts. Cela permet de disposer le balancier à côté et non au-dessus du mécanisme, donc de fabriquer des montres moins épaisses,.
Échappement à virgule
Il invente également l'échappement à virgule, bien que cette invention ait été revendiquée par son beau-frère Baumarchais et par l'horloger du roi Jean-André Lepaute.
Il devient l'horloger de Louis XV et de Louis XVI, puis de Napoléon.
Son nom est associé quelquefois à celui de Voltaire, servant comme agent pour ses ateliers à Ferney.
Mort
Il meurt le 31 mai 1814 à Paris et est inhumé au cimetière du Père-Lachaise (36e division).

## Famille
Il a pour fille Pauline, qui devient la première femme de l'horloger Pierre-Claude Raguet dit Lépine ; et pour petit-fils l'horloger Alexandre-Pierre-François Raguet-Lépine (1789-1851).

## Œuvres

### Réalisations
En tant qu'horloger du roi, il a réalisé une vingtaine de pendules pour Louis XV puis Louis XVI. Son entreprise a également fabriqué des horloges pour Napoléon, dont l'une se trouve au château de Compiègne, tandis qu'une réalisée pour l'impératrice Joséphine se trouve au Mobilier National à Paris. 
Lépine était également agréé par les monarchies espagnole et anglaise. Trois horloges de cheminée et une horloge astrologique de sa fabrication se trouvent ainsi au palais de Buckingham à Londres.
Une horloge est également exposée dans l'antéoratoire du Château d'Aranjuez en Espagne.

### Expositions
Plusieurs de ses horloges et montres sont exposées dans des châteaux, comme l'horloge qui orne le bureau du roi au château de Versailles.
Des pièces d'horlogerie Lépine sont visibles au Victoria and Albert Museum et au Guildhall de Londres, au Fitzwilliam Museum de Cambridge, au Carnegie Museum of Art de Pittsburgh, au Musée national de Stockholm, à la Fondation de la Haute Horlogerie de Bâle, au Mathematisch-Physikalischer Salon de Dresde et à l'école d'Horlogerie de Genève.